# Ciclismo nos Jogos Pan-Americanos de 2007 - Corrida por pontos feminina
A prova de corrida por pontos feminino foi um dos eventos do ciclismo de pista nos Jogos Pan-Americanos de 2007, no Rio de Janeiro. Foi disputada no Velódromo da Barra no dia 19 de julho com 8 ciclistas, cada uma representando um país.

## Medalhistas
| Ouro   | CUB Yoanka González   |
| Prata  | COL María Luisa Calle |
| Bronze | MEX Belem Guerrero    |

## Resultados
| Pos.              | Ciclista           | CON             | Sprints | Sprints | Sprints | Sprints | Sprints | Sprints | Sprints | Sprints | Sprints | Sprints | Ordem de chegada | Pontos por volta | Pontos por volta | Pontos por volta | Total de pontos |
| Pos.              | Ciclista           | CON             | 1       | 2       | 3       | 4       | 5       | 6       | 7       | 8       | 9       | 10      | Ordem de chegada | +                | -                | Total            | Total de pontos |
| ----------------- | ------------------ | --------------- | ------- | ------- | ------- | ------- | ------- | ------- | ------- | ------- | ------- | ------- | ---------------- | ---------------- | ---------------- | ---------------- | --------------- |
| Medalha de ouro   | Yoanka González    | CUB Cuba        |         | 5       | 5       | 5       |         | 3       | 5       |         | 5       | 5       | 1                |                  |                  |                  | 33              |
| Medalha de prata  | María Luisa Calle  | COL Colômbia    | 3       |         |         | 2       |         | 2       | 2       | 3       | 3       | 3       | 2                |                  |                  |                  | 18              |
| Medalha de bronze | Belem Guerrero     | MEX México      |         | 3       | 2       | 3       | 1       | 1       | 3       | 2       |         | 1       | 4                |                  |                  |                  | 16              |
| 4                 | Paola Muñoz        | CHI Chile       | 2       | 2       | 1       |         | 3       |         | 1       | 1       | 2       | 2       | 3                |                  |                  |                  | 14              |
| 5                 | Evelyn García      | ESA El Salvador | 1       | 1       |         |         | 2       | 5       |         |         |         |         | 5                |                  |                  |                  | 9               |
| 6                 | Karelia Machado    | VEN Venezuela   |         |         | 3       |         |         |         |         | 5       |         |         |                  |                  |                  |                  | 8               |
| 7                 | Janildes Fernandes | BRA Brasil      | 5       |         |         | 1       |         |         |         |         | 1       |         |                  |                  |                  |                  | 7               |
| 8                 | Cristina Greve     | ARG Argentina   |         |         |         |         | 5       |         |         |         |         |         |                  |                  |                  |                  | 5               |